# 雨天炎天
『雨天炎天』（うてんえんてん）は、村上春樹による紀行（ロードエッセイ）。

## 概要
1990年8月、新潮社より刊行された。単行本は「ギリシャ編」「トルコ編」の2冊からなるボックスセットである。1991年7月に新潮文庫として文庫化された。2008年2月、新装版として『うずまき猫のみつけかた』『辺境・近境』とともに新潮社より同時刊行された。同行した松村映三による写真が挿入されている。文庫版は写真が少ないが、どの写真も他の版には載っていない。最古版、新装版は、それぞれこちらにあってあちらにない写真がある。

## 内容
ギリシャ編とトルコ編の2編は、両者とも全11話からなり、書籍の冒頭には訪れた箇所の地図が記載されている。

### ギリシア編
副題は「アトス－神様のリアル・ワールド」
ギリシャのウラノポリからアトス半島に入り、正教会（ギリシャ正教）における修道の中心地であるアトス山を周回する全4泊5日の行程について綴っている。

#### 登場する正教会の物品・事象についての記事一覧
- イコン
- ラーソ（リヤサ） - 神品 (正教会の聖職)、修道士が着用する、だぶっとした衣服
- クロブーク - バースデーケーキにたとえられた帽子は、これか、もしくはカミラフカ
- 不朽体 - 聖人の遺体
- 致命者 - 正教会の殉教者
- 修道士・修道司祭
- 奉神礼 - 正教会の礼拝
  - 時課・聖体礼儀
- ウーゾ

### トルコ編
副題は「チャイと兵隊と羊－21日間トルコ一周」
イスタンブールから黒海沿岸を経由し、シリアとの国境に近いディヤルバクルに至る全21日間の行程について綴っている。取材時期は1988年9月頃、ハラブジャ事件に関連すると思われる記述などもある。

### 編タイトル・節タイトル
| 編タイトル                                                     | 節                                 |
| -------------------------------------------------------------- | ---------------------------------- |
| ギリシャ編 アトス―神様のリアル・ワールド In the Holy Mountain  | さよならリアル・ワールド           |
| ギリシャ編 アトス―神様のリアル・ワールド In the Holy Mountain  | アトスとはどのような世界であるのか |
| ギリシャ編 アトス―神様のリアル・ワールド In the Holy Mountain  | ダフニからカリエへ                 |
| ギリシャ編 アトス―神様のリアル・ワールド In the Holy Mountain  | カリエからスタヴロニキタ           |
| ギリシャ編 アトス―神様のリアル・ワールド In the Holy Mountain  | イヴィロン修道院                   |
| ギリシャ編 アトス―神様のリアル・ワールド In the Holy Mountain  | フィロセウ修道院                   |
| ギリシャ編 アトス―神様のリアル・ワールド In the Holy Mountain  | カラカル修道院                     |
| ギリシャ編 アトス―神様のリアル・ワールド In the Holy Mountain  | ラヴラ修道院                       |
| ギリシャ編 アトス―神様のリアル・ワールド In the Holy Mountain  | プロドロムのスキテまで             |
| ギリシャ編 アトス―神様のリアル・ワールド In the Holy Mountain  | カフソカリヴィア                   |
| ギリシャ編 アトス―神様のリアル・ワールド In the Holy Mountain  | アギア・アンナ―さらばアトス        |
| トルコ編 チャイと兵隊と羊―21日間トルコ一周 On the Turkish road | 兵隊                               |
| トルコ編 チャイと兵隊と羊―21日間トルコ一周 On the Turkish road | パンとチャイ                       |
| トルコ編 チャイと兵隊と羊―21日間トルコ一周 On the Turkish road | トルコ                             |
| トルコ編 チャイと兵隊と羊―21日間トルコ一周 On the Turkish road | 黒海                               |
| トルコ編 チャイと兵隊と羊―21日間トルコ一周 On the Turkish road | ホパ                               |
| トルコ編 チャイと兵隊と羊―21日間トルコ一周 On the Turkish road | ヴァン猫                           |
| トルコ編 チャイと兵隊と羊―21日間トルコ一周 On the Turkish road | ハッカリに向かう                   |
| トルコ編 チャイと兵隊と羊―21日間トルコ一周 On the Turkish road | ハッカリ 2                         |
| トルコ編 チャイと兵隊と羊―21日間トルコ一周 On the Turkish road | マルボロ                           |
| トルコ編 チャイと兵隊と羊―21日間トルコ一周 On the Turkish road | 国道24号線の悪夢                   |
| トルコ編 チャイと兵隊と羊―21日間トルコ一周 On the Turkish road | 国道24号線に沿って                 |